# اونسن تاماگو
اونسن تاماگو (ژاپنی: 温泉卵 یا 温泉玉子, به معنی تخم‌مرغ چشمه آب‌گرم) نوعی تخم‌مرغ تنگاب‌پز ژاپنی هست که با دمای کم پخته می‌شود. طبق این دستورپخت سنتی، تخم مرغ‌ها در آب‌های گرم چشمه‌های اونسن به آرامی پخته می‌شود.
اونسن تاماگو بافت خاصی دارد که در آن سفیده نرم، شیری و شبیه کاستارد هست؛ و زرده در عین سختی، رنگ و بافت نرم خام خود را حفظ می کند. این بافت خاص در نتیجه سفت شدن زرده و سفیده در دماهای متفاوت هست. سپس پوسته تخم‌مرغ برداشته و با سس سویا و سوپ سرو می‌شود.

## طرز تهیه
در روش سنتی، تخم‌مرغ‌ در تور گذاشته می‌شود و به مدت ۳۰ تا ۴۰ دقیقه در چشمه‌‌ آب گرم اونسن قرار داده می‌شود. دمای آب اونسن تقریبا ۷۰ درجه سانتی‌گراد هست. پس از آن، پوسته تخم‌مرغ نیمه باز، و تخم‌مرغ در سس‌های رقیقی نظیر میرین، داشی، و سس سویا سرو، و بر روی آن پیازچه رنده ‌می‌شود.